# Millorador de la panificació
Milloradors de panificació (també anomenats agents de millora) són uns additius alimentaris afegits a la farina per tal de millorar-ne les propietats en la panificació.

## Tipus
Els emblanquinadors s'afegeixen a la farina perquè es vegi més blanca (acabada de moldre és grogosa) i per oxidar les supperfícies dels grànuls de la farina i ajudar que desenvolupin el gluten.
Els agents de maduració s'afegeixen per a desenvolupar el gluten i poden actuar també com emblanquinadors o no, entre els més usuals es troben: 
- diversos agents emblanquinadors
- azodicarbonamida (Codi E927)
- carbamida (E927b)
- Bromat de potassi (E924)
- àcid ascòrbic
- fosfat
- malta d'ordi
- iodat de potassi

Agents de processat per ajudar al maneig de la massa en el fornejat.
- L-cisteïna (E920, E921) en parts per milió estoven la massa i això redueix el temps total del processat